# Сан-Жуан-да-Рибейра
Сан-Жуан-да-Рибейра (порт. São João da Ribeira)  —  район (фрегезия) в Португалии,  входит в округ Сантарен. Является составной частью муниципалитета  Риу-Майор. По старому административному делению входил в провинцию Рибатежу. Входит в экономико-статистический  субрегион Лезирия-ду-Тежу, который входит в Рибатежу. Население составляет 1200 человек на 2001 год. Занимает площадь 20,16 км².
Покровителем района считается Иоанн Креститель (порт. São João Baptista). 